# ماریا گائتانا آنیزی
ماریا گائتانا آنیزی (به ایتالیایی: Maria Gaetana Agnesi) (زاده ۱۶ مه ۱۷۱۸ – درگذشته ۹ ژانویه ۱۷۹۹) ریاضی‌دان، فیلسوف، دانشمند الهیات و یک انسان دوست بود او نخستین زنی است که یک کتاب در رابطه با ریاضی نوشته‌است و نخستین زنی است که به عنوان استاد ریاضی دانشگاه انتخاب شده‌است.
آنیزی نخستین کتاب حساب دیفرانسیل و انتگرال را نوشته و هیئت علمی دانشگاه بولونیا بود هرچند که هرگز آنجا خدمت نکرد.

## زندگی
ماریا گائتانا آنیزی در ۱۶ مه سال ۱۷۱۸ در یک خانوادهٔ ثروتمند و باسواد در میلان به دنیا آمد. پدر او همواره تمایل داشت تا سطح زندگی خانواده را بالا برد و به خاندان شاهی نزدیک کند؛ به همین دلیل در سال ۱۷۱۷ با آنا فورتوناتا بریویو ازدواج کرد. ماریا پس از مرگ مادرش با زندگی اجتماعی بیرون خداحافظی کرد و بیشتر در خانه به مدیریت کارهای منزل پرداخت.
ماریا از همان دوران کودکی به عنوان بچه‌ای بسیار باهوش شناخته شد، او در پنج سالگی به دو زبان ایتالیایی و فرانسوی به خوبی صحبت می‌کرد و در سیزده سالگی زبان‌های یونانی، عبری، اسپانیایی، آلمانی و لاتین را به خوبی می‌دانست و همه به او نسبت فرد چند زبانه داده بودند. او به برادران کوچکترش نیز آموزش می‌داد. او هنگامی که ۹ سال داشت یک متن سخنرانی یک ساعته آماده کرد و به او اجازه داده شد تا آن را برای افراد برجستهٔ فکری آن دوران اجرا کند. عنوان سخنرانی او «حق زنان در بهره‌مندی از آموزش» بود. هنگامی که پانزده سال داشت پدرش تلاش کرد تا به صورت دوره‌ای افراد باسواد بولونیا را در منزلش جمع کند پیش از آن نیز او به خواندن مطالب فلسفی می‌پرداخت و تلاش کرده بود پاسخ‌هایی برای سوال‌های فلسفی آن زمان پیدا کند. جزئیات تمامی ملاقات‌هایش را پدرش در سال ۱۷۳۸ منتشر کرد، اکنون آن‌ها در Charles de Brosses' Lettres sur l'Italie و Propositiones Philosophicae نگهداری می‌شود. ماریا بسیار خجالتی بود و اصلاً علاقه‌ای به این ملاقات‌ها نداشت. با این حال پدرش با آرزوی او که پیوستن به صومعه بود مخالفت کرد و تنها به او اجازه داد تا زندگی نیمه راهبانه و نیمه بازنشسته‌ای داشته باشد تا بتواند از هیاهوی جامعه به دور باشد و به آموختن ریاضی بپردازد. در طول این دوره ماریا معادلات دیفرانسیل و انتگرال را آموخت، پدرش، پیترو انیزی نیز در این دوران دو بار دیگر پس از مرگ مادر ماریا ازدواج کرد. ۲۱ بچه در خانوادهٔ آن‌ها به دنیا آمد که ماریا بزرگترین آن‌ها بود و باید علاوه بر مطالعات خودش مسئولیت آموزش به کوچکترها را نیز بر دوش می‌کشید و این چنین شد که او از آرزویش که رهبانیت بود دور شد. او در میان هم ردیفان فیلسوفش به فردی بسیار زیبا با خانواده‌ای از میان ثروتمندان میلان شناخته می‌شد.

## تلاش‌ها در زمینهٔ ریاضیات

### Instituzioni analitiche

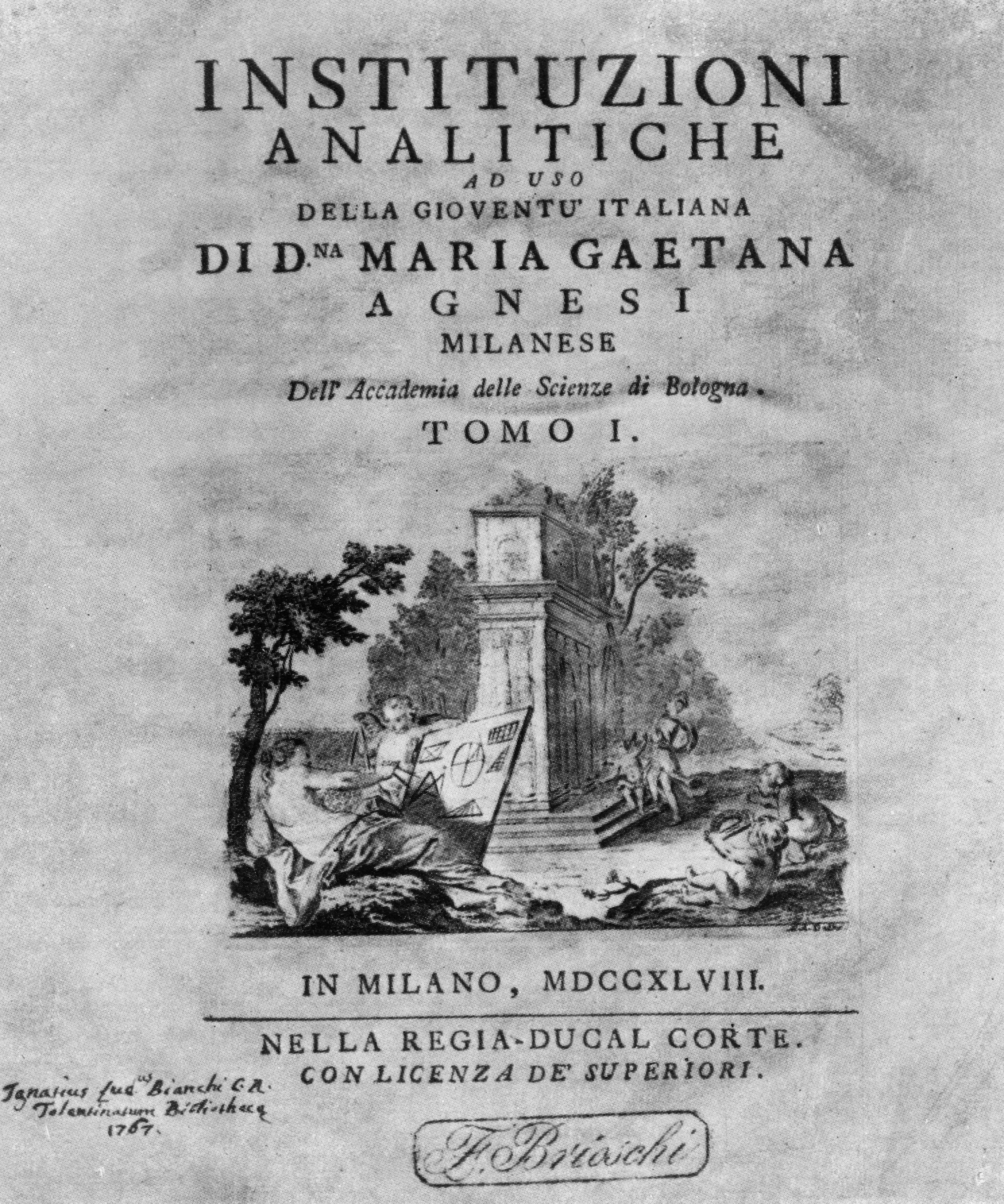
صفحهٔ اول کتاب Instituzioni analitiche (سال ۱۷۴۸)

با ارزش‌ترین نتیجه‌ای که تلاش‌های او داشت، کتابی با عنوان Instituzioni analitiche ad uso della gioventù italiana بود که در سال ۱۷۴۸ در میلان منتشر شد که از آن با عنوان «بهترین معرفی آثار اویلر» یاد می‌شود. جلد اول آن در مورد روش تفاضل محدود بحث می‌کند و جلد دوم به بحث مقادیر بینهایت کوچک می‌پردازد. جلد دوم این کتاب به فرانسه ترجمه شد، چارلز بوسوت (۱۸۱۴–۱۷۳۰) نیز مطالبی را به آن افزود و در ۱۷۷۵ در پاریس نسخه‌ای از جلد دوم منتشر شد. کل مجموعهٔ آن نیز بوسیلهٔ جان کولسون (۱۷۶۰–۱۶۸۰) که کرسی ریاضیات لوکاس در دانشگاه کمبریج را داشت، به زبان انگلیسی ترجمه شد و در ۱۸۰۱ منتشر گردید.

## دوران پایانی زندگی

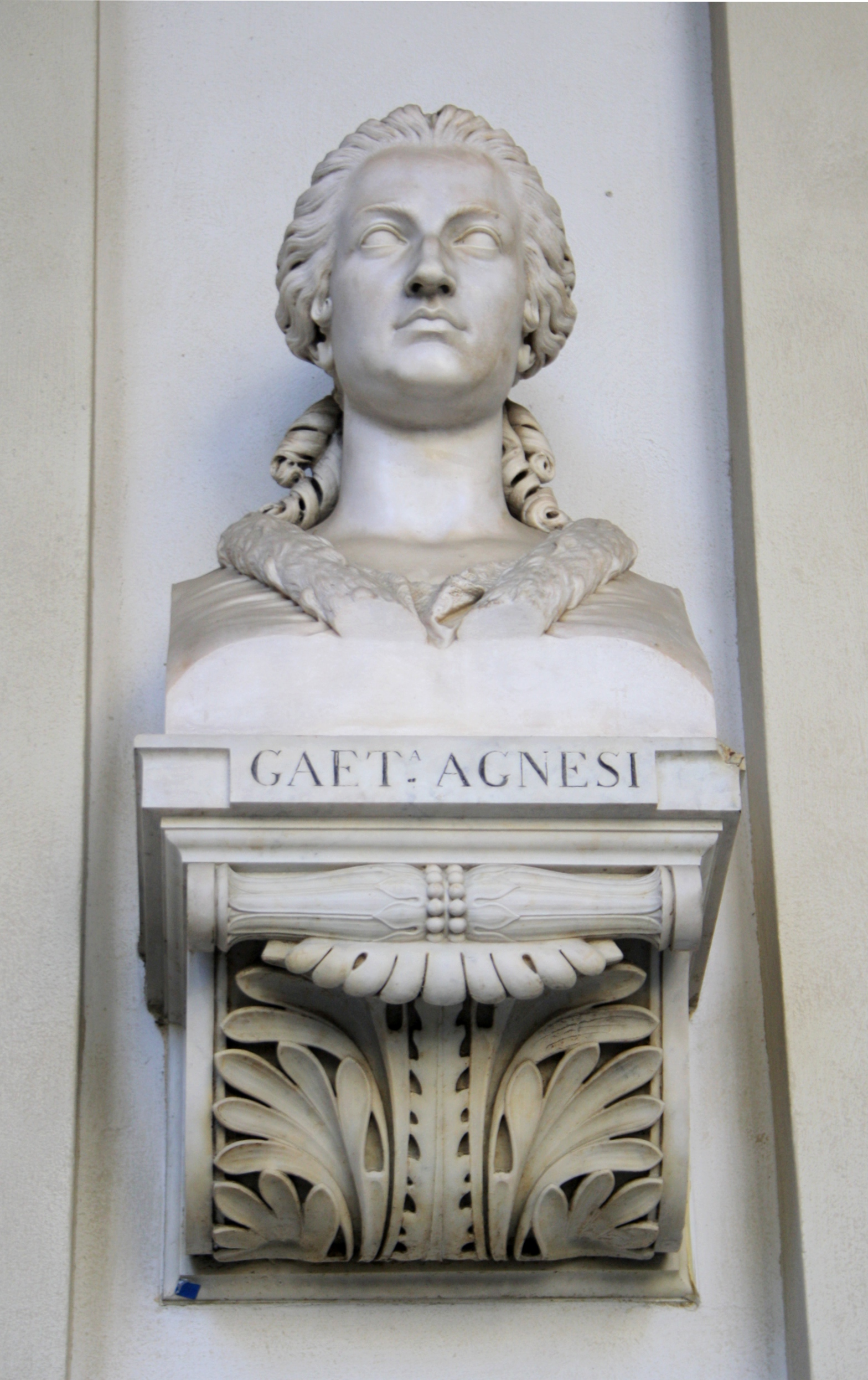
مجسمه نیم تنه ماریا گائتانا آنیزی در میلان

در سال ۱۷۵۰ در طول دوران بیماری پدرش، او از سوی پاپ بندیکت چهاردهم به سمت استادی ریاضیات و فلسفهٔ طبیعی و فیزیک در بولونیا رسید اما او هرگز در این سمت خدمتی نکرد. آنیزی دومین زنی بود که به عنوان استاد دانشگاه انتخاب شده بود؛ لائورا باسی نخستین زن بود. در ۱۷۵۱ او دوباره بیمار شد و پزشکش به او گفت که دیگر نباید درس بخواند. پس از درگذشت پدرش در ۱۷۵۲ او به گرایش مورد علاقه‌اش که از آن دور مانده بود بازگشت و زمان زیادی را صرف مطالعه در زمینهٔ الهیات بویژه پدران کلیسا کرد و خود را وقف نیازمندان کرد او هرچه داشت به بی خانمان‌ها و بیماران داد و از دیگران درخواست پول می‌کرد تا به نیازمندان دهد. او در ۱۷۸۳ خانه‌ای برای سالمندان میلان تأسیس کرد و خودش آنجا زندگی و خدمت کرد. در ۹ ژانویهٔ ۱۷۹۹ ماریا آنیزی در فقر از دنیا رفت و جنازه اش به همراه پانزده تن دیگر در یک گور دسته جمعی دفن شد.

## یادگارها
یک دهانهٔ برخوردی بر روی سیارهٔ ناهید به افتخار او نام‌گذاری شده‌است. همچنین در سال ۲۰۱۷ خانوادهٔ کاپولا یک برندی با نام آنیزی تولید کردند.

## یادداشت و منبع
مشارکت‌کنندگان ویکی‌پدیا. «Maria Gaetana Agnesi». در دانشنامهٔ ویکی‌پدیای انگلیسی، بازبینی‌شده در ۲۹ ژوئیه ۲۰۱۱.
- This article incorporates text from a publication now in the public domain: Chisholm, Hugh, ed. (1911). Encyclopædia Britannica (به انگلیسی) (11th ed.). Cambridge University Press. {{cite encyclopedia}}: Missing or empty |title= (help)

1. ↑  WOMEN'S HISTORY CATEGORIES[پیوند مرده], About Education
2. ↑  Herbermann, Charles, ed. (1913). "Maria Gaetana Agnesi" . Catholic Encyclopedia. New York: Robert Appleton Company.
3. ↑  Maria Gaetana Agnesi
4. ↑  «نسخه آرشیو شده» (PDF). بایگانی‌شده از اصلی (PDF) در ۹ اکتبر ۲۰۱۱. دریافت‌شده در ۲۸ ژوئیه ۲۰۱۱.
5. ↑  Chisholm, Hugh, ed. (1911). "Agnesi, Maria Gaetana". Encyclopædia Britannica. 1 (11th ed.). Cambridge University Press.
6. 1 2  Ogilvie, Marilyn Bailey (1986). Women in science: antiquity through the nineteenth century: a biographical dictionary with annotated bibliography (3rd print ed.). Cambridge, Mass.: MIT Press. p. 27. ISBN 0-262-15031-X.
7. ↑  Pickover, Clifford. The Math Book. Sterling Publishing, 2009, p. 180.
8. ↑  "Agnesi". www.math.twsu.edu. Archived from the original on 9 January 2018. Retrieved 2017-09-18.
9. ↑  Atlas of Venus, by Peter John Cattermole, Patrick Moore, 1997, شابک ‎۰−۵۲۱−۴۹۶۵۲−۷, p. 112
10. ↑  Stierch, Sarah (27 September 2017). "Coppola Family Launches Spirits Line Named After Historic Women". Sonoma Magazine. Retrieved 27 September 2017.

- Larson, Ron; Hostetler, Robert P. ; and Edwards, Bruce H. (2003). Calculus of a Single Variable: Early Transcendental Functions (3rd edition). Houghton Mifflin Company. ISBN 0-618-22307-X.
- "Maria Gaetana Agnesi", Biographies of Women Mathematicians، کالج اگنس اسکات
- Mathematics History archive entry for Maria Gaetana Agnesi at the University of Andrews, Scotland بایگانی‌شده  در ۱۸ مارس ۲۰۱۷ توسط Wayback Machine
- EUROPEAN MATHEMATICAL SOCIETY,NEWSLETTER No. 31,March 1999, S. 18
- D. J. Struik, editor, A source book in mathematics, 1200–1800 (Princeton University Press, Princeton, New Jersey, 1986)، pp. 178–180. ISBN 0-691-08404-1, ISBN 0-691-02397-2 (pbk).
- Agnes Scott College, Women Mathematicians
- CSULA Instructional Web Server

## آگاهی بیشتر
- Kramer, Edna E. (1970). "Agnesi, Maria Gaetana". Dictionary of Scientific Biography. Vol. 1. New York: Charles Scribner's Sons. pp. 75–77. ISBN 0-684-10114-9.
- Mazzotti, Massimo (2001). "Maria Gaetana Agnesi: Mathematics and the making of the Catholic Enlightenment." Isis. v. 92, n. 4: pp. 657–683.
- Mazzotti, Massimo (2007). The world of Maria Gaetana Agnesi, mathematician of God. Baltimore: Johns Hopkins University Press.